# 内博貴
内 博貴（うち ひろき、1986年〈昭和61年〉9月10日 - ）は、日本の男性歌手、俳優、タレント。男性アイドルグループ関ジャニ∞、NEWSの元メンバー。本名同じ。
大阪府出身。STARTO ENTERTAINMENT所属。

## 来歴
1999年5月、12歳でジャニーズ事務所に入所。2001年3月、当時関西Jr.だった安田章大、丸山隆平らとV.WESTを結成し、ボーカルを担当する。2002年12月、関ジャニ∞のメンバーに選ばれる。
2003年、テレビドラマ『僕の生きる道』の演技により、「第6回日刊スポーツ・ドラマグランプリ新人賞」を受賞した。同新人賞はこれまで6年連続ジャニーズJr.が受賞してきたが、関西ジャニーズJr.の受賞はこれが初となった。9月には『バレーボールワールドカップ2003』イメージキャラクターとして結成されたNEWSのメンバーに選ばれ、11月7日にイメージソング「NEWSニッポン」でデビュー。以降錦戸亮とともに関ジャニ∞と並行して活動する。
2004年5月12日、NEWSとして「希望〜Yell〜」でメジャーデビューする。また、2004年8月25日に、関ジャニ∞として「浪花いろは節」（テイチクエンタテインメント）で関西限定でCDデビューし、同年9月22日に全国デビューする。
2005年7月16日に未成年飲酒（当時18歳）などで補導され、芸能活動を中断。本人はけじめをつけるために事務所を辞めるつもりだったが、社長のジャニー喜多川に強く説教され、思い留まったことをのちに明かしている。そして無期限の活動自粛とされていたが、2006年末に研修生として復帰した。しかしNEWS、関ジャニ∞の両グループからは事実上の脱退扱いとなった。
2007年7月9日、少年隊主演舞台『PLAYZONE 2007 Change2Chance』で現場復帰を果たし、翌2008年1月3日、草野博紀とともに研修生を卒業することが発表された。8月5日には関ジャニ∞のグループ初となる東京ドームでのコンサートにおいて、アンコールでステージに登場。その光景が、関ジャニ∞ツアー写真集に掲載された（DVDには収録されていない）。
謹慎中もギターを買って作詞・作曲に挑戦したり、友人とストリートライブをしたり、歌のトレーニングは続けていたが、復帰作『PLAYZONE'07 Change2Chance』で内のボーカルの技量が衰えていないことを感じたジャニー喜多川によってチャンスが与えられ、2008年12月に初のソロ主催コンサートが横浜アリーナと大阪城ホールで開催された。
2010年4月、23歳の時に『ガイズ&ドールズ』で舞台初主演を務める。
2013年10月、ジャニーズ事務所公式サイトに内の単独公式ページが開設される。2014年1月にはプライベートでニューヨークのブロードウェイを訪れるなどミュージカルへの興味が強く、主に舞台・ミュージカル出演を中心に活動している。

## 出演
グループでの出演はNEWSおよび関ジャニ∞を参照のこと。個人での出演のみ記載。

### テレビドラマ
- ドレミソラ（2002年7月29日 - 9月27日、毎日放送） - 森克巳 役
- 僕の生きる道（2003年1月 - 3月、関西テレビ） - 吉田均 役[6]
- TEAM4（2003年9月26日、フジテレビ） - 吉村栄太 役
- がんばっていきまっしょい（2005年7月、関西テレビ） - 中田三郎 役[注釈 2]
- 一瞬の風になれ（2008年2月25日 - 2月28日、フジテレビ） - 主演・神谷新二 役[11]
- おせん（2008年4月22日 - 6月24日、日本テレビ） - 江崎ヨシ夫 役[17]
- ヤマトナデシコ七変化（2010年1月15日 - 3月19日、TBS） - 織田武長 役
- 私立バカレア高校（2012年4月14日 - 6月30日、日本テレビ） - 桜木蓮 役
- 天国の恋（2013年10月28日 - 12月27日、東海テレビ） - 国友聡 / 薦田潮 役[18]

### テレビ番組
- 日曜はカラフル!!!（2020年4月・8月・10月、TOKYO MX）- マンスリーアシスタント[19][20][21]
- ABChanZoo

### 映画
- 劇場版 私立バカレア高校（2012年10月13日公開、ショウゲート） - 桜木蓮 役
- 忍たま乱太郎 夏休み宿題大作戦!の段（2013年7月6日公開、東映） - 土井半助 役[22]

### CM
- ハウス食品「サクサクジャガジャガ」（2003年）

### 劇場アニメ
- ONE PIECE 呪われた聖剣（2004年） - トウマ 役[23]

### 舞台
- PLAYZONE 2007 Change2Chance（2007年7月7日 - 8月14日、青山劇場 / 9月1日 - 7日、梅田芸術劇場）[10]
- PLAYZONE 2009 〜太陽からの手紙〜（2009年7月11日 - 8月9日、青山劇場 / 8月21日 - 26日、梅田芸術劇場）[24]
- ガイズ&ドールズ（2010年4月3日 - 30日、日比谷シアタークリエ） - 主演・スカイ 役[25]
- オレの内（ウチ）に来てクリエ!〜Come on a my House!〜（2010年5月1日 - 9日、シアタークリエ）[注釈 3][27]
- SHOCKシリーズ - ウチ（ライバル） 役
  - Endless SHOCK（2010年7月4日 - 31日、帝国劇場）[28]
  - Endless SHOCK（2011年2月5日 - 3月31日、帝国劇場）
  - Endless SHOCK（2012年1月7日 - 31日、博多座 / 2月8日 ‐4月30日、帝国劇場）
  - Endless SHOCK（2013年9月2日 - 29日、梅田芸術劇場）[29][30]
  - Endless SHOCK（2014年9月8日 - 30日、梅田芸術劇場 / 10月8日 - 31日、博多座）[31]
  - Endless SHOCK 15th Anniversary（2015年9月8日 - 9月30日、梅田芸術劇場 / 10月7日 - 10月31日、博多座）
  - Endless SHOCK（2017年9月8日 - 30日、梅田芸術劇場[32] / 10月8日 - 31日、博多座[33]）
  - Endless SHOCK（2019年2月4日 - 3月31日、帝国劇場）[34]
- 美男ですね（2011年10月8日 - 20日、赤坂ACTシアター / 10月24日 - 11月2日、KAAT神奈川芸術劇場 / 11月6日 - 9日、森ノ宮ピロティホール / 11月24日 - 27日、キャナルシティ劇場） - 藤城柊 役[35]
- ジャニーズ銀座 Youの前にはMeがいる！（2012年5月22日 - 31日、シアタークリエ） - 内博貴 with Question?として[36]
- Johnny's Dome Theatre 〜SUMMARY〜（2012年9月8日・9日、TOKYO DOME CITY HALL） - 内博貴 with Question?として[37]
- デュエット（2012年9月28日 - 10月10日、シアタークリエ / 10月13日 - 16日、梅田芸術劇場 / 10月26日、中日劇場 / 10月30日 - 31日、キャナルシティ劇場） - ヴァーノン・ガーシュ 役[38][39]
- Live House ジャニーズ銀座（2013年5月22日・23日、シアタークリエ）[40]
- 音楽劇 ザ・オダサク（2013年5月9日 - 20日、大阪松竹座 / 2013年5月25日 - 6月2日、新橋演舞場） - 主演・織田作之助 役[41][42]
  - ザ・オダサク〜愛と青春のデカダンス〜（2014年4月19日 - 29日、KAAT神奈川芸術劇場 / 5月2日 - 6日、京都四條南座）[43]
- ペール・ギュント（2015年7月11日 - 20日、KAAT神奈川芸術劇場 ホール / 7月25日・26日、兵庫県立芸術文化センター 阪急中ホール） - 主演・ペール・ギュント 役[44]
- JOHNNYS' World -ジャニーズ・ワールド-（2015年12月11日 - 2016年1月27日、帝国劇場） - プロデューサー役[45]
  - ジャニーズ・フューチャー・ワールド from帝劇to博多（2016年9月19日 - 30日、博多座）[15]
  - JOHNNYS' Future WORLD（2016年10月8日 - 25日、梅田芸術劇場メインホール）[46]
  - JOHNNYS' ALL STARS IsLAND（2016年12月3日 - 2017年1月24日、帝国劇場） - プロデューサー 役[47]
- KREVAの新しい音楽劇「最高はひとつじゃない2016 SAKURA」（2016年3月25日 - 4月3日、東京芸術劇場プレイハウス / 4月8日 - 4月10日、森ノ宮ピロティホール） - 主演・青年 役[48][49]
- ミュージカル「グレイト・ギャツビー」（2016年7月2日 - 10日、サンシャイン劇場 / 7月13日、名古屋市芸術創造センター / 7月15日 - 17日、ロームシアター京都・サウスホール / 7月23日 - 24日、新神戸オリエンタル劇場） - 主演・ジェイ・ギャツビー 役[50]
- コメディ・トゥナイト!ローマで起こったおかしな出来事（英語版）〈江戸版〉（2017年3月4日 - 28日、新橋演舞場 / 4月2日 - 25日、大阪松竹座） - 比呂 役[51][52]
- まさに世界の終わり（フランス語版）（2018年9月22日 - 24日、兵庫県立芸術文化センター阪急中ホール / 10月4日、名古屋市芸術創造センター / 10月6日、藤沢市民会館大ホール / 10月13日 - 11月6日、DDD青山クロスシアター） - 主演・ルイ 役[53][54]
- イン・ザ・プール（2019年6月29日、りゅーとぴあ 新潟市民芸術文化会館 / 7月7日、姫路キャスパホール / 7月11日 - 15日、あうるすぽっと / 7月25・26日、兵庫県立芸術文化センター / 7月27日、滝野文化会館）[55] - 大森和雄 役[56]
- ブラック or ホワイト? あなたの上司、訴えます!（2019年8月21日 - 25日、新橋演舞場 / 8月31日・9月1日、御園座 / 9月5日・6日、道新ホール / 9月13日、北國新聞赤羽ホール / 9月14日、南砺市井波総合文化センターメモリアホール / 9月16日、森ノ宮ピロティホール）[57] - 中本 役[58]
- 桂米朝五年祭記念喜劇 なにわ夫婦八景 米朝・絹子とおもろい弟子たち（2020年2月1日 - 16日、大阪松竹座） - 桂米團治 役[59]
- 浪漫舞台『走れメロス』〜文豪たちの青春〜（2020年9月5日 - 13日、ヒューリックホール東京 / 9月22日、名古屋市公会堂 / 9月25日 - 27日、梅田芸術劇場シアター・ドラマシティ） - 主演・太宰治 役[60]
  - 浪漫舞台 新装『走れメロス』 〜小説 太宰 治〜（2022年3月5日・6日、森ノ宮ピロティホール / 2022年3月12日 - 21日、自由劇場） - 主演・太宰治 役[61]
- ドクター・ブルー〜いのちの距離〜（2020年1月23日 - 2月7日、KAAT神奈川芸術劇場 / 2月13日・14日、御園座 / 2月26日 - 28日、NHK大阪ホール） - 主演・北里正秀 役[62]
- フォーティンブラス（2021年8月19日 - 29日、Bunkamura シアターコクーン） - 黒沢正美（ハムレット） 役[63][64]
  - フォーティンブラス（2022年6月3日 - 6日[注釈 4]、自由劇場 / 6月18日 - 20日、梅田芸術劇場シアター・ドラマシティ / 6月28日 - 30日、穂の国とよはし芸術劇場PLAT主ホール） - 黒沢正美（ハムレット） 役[66]
- 海の上のピアニスト（2021年9月16日 - 20日、東京芸術劇場 シアターイースト / 9月23日、栃木総合文化センター サブホール / 9月25日、富山県教育文化会館 / 10月7日・8日、北國新聞赤羽ホール / 10月9日・10日、大阪市中央公会堂） - 主演・ノヴェチェント 役[67]
- 「シェイクスピア物語〜真実の愛〜」〜SHAKESPEARE OF TRUE LOVE〜（2022年4月15日 - 24日、KAAT 神奈川芸術劇場ホール / 5月20日 - 22日、森ノ宮ピロティホール） - 主演・ウィル・シェイクスピア 役[68]
- 少年たち あの空を見上げて（2022年9月11日 - 10月13日、新橋演舞場 / 10月28日 - 11月6日、御園座） - 看守長 役[69]
- 少年たち 闇を突き抜けて（2023年10月4日 - 28日、新橋演舞場） - 看守長 役[70][71]
- 日本昔ばなし 太宰治作品 お伽草紙より 舞台版『舌切雀』（2024年2月9日 - 18日、ヒューリックホール東京） - 太宰治 役[72]
- 舞台『恋と呼ぶには気持ち悪い』（2024年4月26日 - 5月5日、ヒューリックホール東京 / 5月10日 - 12日、COOL JAPAN PARK OSAKA TTホール） - 天草亮 役[73]
- 舞台『甘美なる誘拐』（2024年9月13日 - 16日、シアター1010）[74]
- ABC座2024 大金星（BIG VENUS） 〜時代（とき）を超えて〜（2024年11月25日 - 12月8日、TOKYO DOME CITY HALL / 12月12日 - 16日、COOL JAPAN PARK OSAKA WWホール / 12月26日 - 28日、アイプラザ豊橋） - ハート 役[75]
- Les Misérables（2025年2月27日 - 3月6日、IMAホール） - 主演・ジャン・バルジャン 役[76]
- ベートーヴェン〜魂の交響曲〜（2025年4月27日 - 5月5日、日本青年館ホール / 7月5日・6日〈予定〉東京国際フォーラム ホールC） - ルードウィヒ・ヴァン・ベートーヴェン 役[77][78][79]

### コンサート
- 跳べ！ジャニーズ年越し生歌合戦だピョン（2010年12月31日、東京ドーム） - 内博貴 with Question?として[80]
- ジャニーズカウントダウン2016-2017（2016年12月31日、東京ドーム）[81]

### ラジオドラマ
- 激ラヂ!ライブ 2012「宇宙人山田」（2012年11月23日、NHKラジオ第1放送）[82]

### ラジオ
- マイ プレイリスト Love for Japan 〜kizashi〜（2016年6月26日、ニッポン放送） - パーソナリティ[7]